# ميريد كوريغان

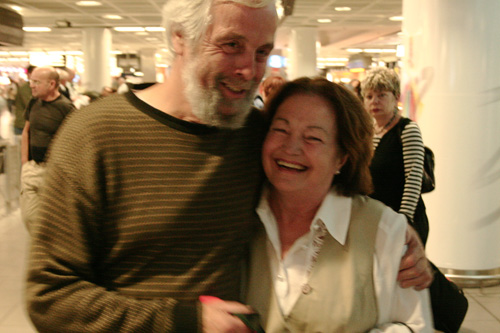
جاكي وميريد ماجواير

ميريد كوريغان (بالإنجليزية: Mairead Corrigan) هي مناضلة مسالمة من أيرلندا الشمالية ولدت في 27 يناير 1944. أسست مع بيتي ويليامز حركة النساء من أجل السلام. حصلت سنة 1976 على جائزة نوبل للسلام.

## وصلات داخلية
- قائمة السيدات الحاصلات على جائزة نوبل

## روابط خارجية
- ميريد كوريغان على موقع IMDb (الإنجليزية)
- ميريد كوريغان على موقع الموسوعة البريطانية (الإنجليزية)
- ميريد كوريغان على موقع مونزينجر (الألمانية)
- ميريد كوريغان على موقع إن إن دي بي (الإنجليزية)